# Carl Christoph Uhlenhuth
Carl Christoph Uhlenhuth (* 19. Dezember 1835 in Paderborn; † 2. April 1910 in Hannover) war ein deutscher Eisenbahningenieur, Linienkommissar und Erfinder einer  Notkoppelung für Eisenbahnwagen.

## Werdegang
Seine Eltern waren der Kunstdrechslermeister und Stadtverordneter in Paderborn Carl Friedrich Uhlenhuth (* 1807, † 1876) und seine Frau Auguste Friederike Uhlenhuth, geb. Bornebusch (* 1805, † 1886). Carl Christoph war das älteste ihrer fünf Kinder.
Carl Christoph besuchte das Gymnasium seiner Vaterstadt Paderborn bis zur 10. Klasse (Untersekunda). Anschließend ging er bei seinem Vater Carl Friedrich in die Kunstdrechslerlehre und bestand im Jahr 1852, im Alter von 17 Jahren, seine Gesellenprüfung. Danach besuchte er drei Jahre lang die Provinzialgewerbeschule in Hagen. Da er die Abschlussprüfung dieser Lehranstalt „mit Auszeichnung“ bestand, erwarb er die Berechtigung zum Studium, die er jedoch noch nicht gleich nutze. Zunächst arbeitete er drei Jahre praktisch bei der Königlich-Westfälischen Eisenbahn-Gesellschaft, unter anderem als Lokomotivheizer und in den Werkstätten; dann nahm er sein Studium am Königlichen Gewerbe-Institut in Berlin (der späteren Königlichen Gewerbe-Akademie und heutigen Technischen Universität) auf. Während seiner Studienzeit arbeitete er an den ersten beiden Auflagen des „Ingenieur-Taschenbuches des Vereins Hütte“ mit, das sich zu einem wichtigen Nachschlagewerke für Ingenieure entwickeln sollte.
Nach Abschluss seines Studiums leistete Uhlenhuth zunächst als Einjährig-Freiwilliger Militärdienst im VII. Armee-Corps, 13. Division, 26. Infanterie-Brigade, 2. westfälisches Landwehr-Regiment Nr. 15, 2. Bataillon (Paderborn) und erlangte 1861 die Bestätigung seiner Eignung zum Landwehr-Offizier.
Im selben Jahr, also 1861, trat er wieder in den Dienst der Westfälischen Eisenbahn. Hier war er zunächst in Lingen als Werkführer beschäftigt, rückte aber bald zum Werkmeister auf und wurde später Konstrukteur und Werkstättenvorsteher. In dieser Stellung wirkte er an der Berechnung und Konstruktion der Eisenbahnbrücke bei Corvey an der Weser mit, der ersten Brücke, die mit den vom Bauingenieur Johann Wilhelm Schwedler entwickelten Schwedler-Trägern ausgeführt wurde.
Die Lokomotivführerprüfung bestand er Ende April 1865.
Carl Christoph Uhlenhuth heiratete am 22. August 1865 in Braunschweig Elise Wasmus (* 8. September 1841 in Braunschweig, † 23. Februar 1925 in Hannover). Das Paar hatte sieben Kinder, von denen vier das Erwachsenenalter erreichten:
1. Carl Uhlenhuth (* 1866, † 1868)
2. Helene Uhlenhuth (* 1868, † 1917), erste Ehefrau des Agrarwissenschaftlers Emil Krüger
3. Paul Theodor Uhlenhuth, (* 7. Januar 1870 in Hannover; † 13. Dezember 1957 in Freiburg im Breisgau), Bakteriologe und Hygieniker, verheiratet seit 1899 mit Martha von Klüfer
4. Adele Uhlenhuth (* 1871, † 1949), Ehefrau von Max Knoevenagel (einem Sohn von Albert Knoevenagel)
5. Lisbeth Uhlenhuth (* 1873, † 1874)
6. Walter Uhlenhuth (* 1876, † 1880)
7. Emmy Uhlenhuth, (* 1880, † 1939), zweite Ehefrau des Agrarwissenschaftlers Emil Krüger

Während des preußisch-österreichischen Krieges von 1866 leitete Uhlenhuth den Lokomotivdienst für die Truppenbeförderung in seinem Bezirk.
Nach der Annexion des Königreichs Hannover durch Preußen im Jahr 1866 wurde Uhlenhuth im Jahre 1868 zur Königlichen Eisenbahndirektion nach Hannover versetzt, wo er zunächst als Vertreter des Obermaschinenmeisters tätig war. In den Jahren 1869 bis 1871 war er dann Königlicher Eisenbahnmaschinenmeister und Vorstand der Maschineninspektion.
Während des deutsch-französischen Krieges von 1870/71 hat er sich besonders für die schnelle Beförderung deutscher Truppentransporte eingesetzt. In Anerkennung dafür wurde ihm der Rote Adler-Orden IV. Klasse verliehen. Auf Grund seiner technischen Erfahrungen, die er bei seiner Tätigkeit während dieses Krieges sammeln konnte, wurde er später zum Linienkommissar der Linienkommission „A“ in Hannover ernannt. Dieses Amt hat er mehrere Jahre lang ausgeübt. (Die Linienkommission der Linie A war für die Bahnstrecke Berlin – Hannover – Köln – Bingerbrück – Neunkirchen (Saar) zuständig).
Im Jahre 1871 trat er aus dem Staatsdienst aus, um zunächst als Obermaschinenmeister bei der Hannover-Altenbekener Eisenbahn-Gesellschaft in Hannover und später in gleicher Eigenschaft bei der Magdeburg-Halberstädter Eisenbahngesellschaft in Halberstadt tätig zu sein. Als diese im Jahre 1881 verstaatlicht wurde, kam Uhlenhuth wieder in den Staatsdienst zurück. Er war dann bei der Königlichen Eisenbahndirektion in Magdeburg tätig, wo er zunächst Vorstand des Materialienbüros und später Vorstand des maschinentechnischen Büros war. Zum 1. April 1883 wurde Uhlenhuth erneut zur Königlichen Eisenbahndirektion in Hannover versetzt, und zwar als Eisenbahndirektor. 1895 wurde Uhlenhuth zum Geheimen Baurat ernannt.
Uhlenhuth entwickelte unter anderem eine Sicherheitskuppelung für Eisenbahnwagen, die jahrzehntelang bei vielen Eisenbahngesellschaften des In- und Auslandes in Gebrauch gewesen ist. Solche Sicherheits- oder Notkupplungen gewährleisten bei Schadhaftwerden der Hauptkupplung eine Sicherung gegen Trennung der Fahrzeuge.
Während seiner Halberstädter Zeit (1876–80) war Carl Christoph Uhlenhuth dort Stadtverordneter. In den Jahren 1872 bis 1874 war er Vorsitzender des Hannoverschen Bezirksvereins des Vereins deutscher Ingenieure (VDI); 1874 war er auch Vorstandsmitglied des Gesamtvereins. Anlässlich seines 70. Geburtstages im Jahre 1905 wurde er zum Ehrenmitglied des Hannoverschen Bezirksvereins des VDI ernannt.
Von 1894 bis 1900 gehörte Uhlenhuth zum Schriftleitungs-Unterausschusse für den Abschnitt „Technische Angelegenheiten des Vereines deutscher Eisenbahn-Verwaltungen“ der Fachzeitschrift „Organ für die Fortschritte des Eisenbahnwesens“.
An den Sitzungen des Technischen Ausschusses des Vereins deutscher Eisenbahnverwaltungen hat sich Uhlenhuth vom Februar 1895 bis Februar 1896 beteiligt.
Im Jahr 1902 trat er im Alter von 67 Jahren in den Ruhestand.
Er starb am 2. April 1910 nach kurzer Krankheit an einer Lungenentzündung in Hannover.

## Ehrungen
In den frühen 1870er Jahren wurde Uhlenhuth der Rote Adler-Orden IV. Klasse verliehen. Im November 1893 erhielt Uhlenhuth die Erlaubnis des preußischen Königs, das Fürstlich schwarzburgische Ehrenkreuz III. Klasse anzunehmen und zu tragen. 1898 erhielt er den Kronen-Orden III. Klasse, 1900 das Ehren-Ritterkreuz I. Klasse des Großherzoglich Oldenburgischen Haus- und Verdienst-Ordens, 1901 die China-Denkmünze aus Stahl („in Anerkennung seiner Verdienste um die Expedition nach China“) und 1902 den Roten Adler-Orden III. Klasse mit Schleife. 1905 wurde er zum Ehrenmitglied des Hannoverschen Bezirksvereins des Vereins deutscher Ingenieure (VDI) ernannt.